# Anaikot
Anaikot (nep. अनैकोट) – gaun wikas samiti w środkowej części Nepalu w strefie Bagmati w dystrykcie Kavrepalanchok. Według nepalskiego spisu powszechnego z 2001 roku liczył on 1253 gospodarstw domowych i 6789 mieszkańców (3440 kobiet i 3349 mężczyzn).